# Kesiman (Trawas)
Kesiman is een bestuurslaag in het regentschap Mojokerto van de provincie Oost-Java, Indonesië. Kesiman telt 2855 inwoners (volkstelling 2010).